# Attaque à Rivière-Rouge
Pour plus de détails, voir Fiche technique et Distribution.
Attaque à Rivière-Rouge (Río Maldito) est un western spaghetti italo-espagnol réalisé par Juan Xiol et sorti en 1966.

## Synopsis
Une bande mystérieuse agresse un village en commettant des vols et en faisant accuser des innocents, qui sont ainsi pendus. Dan, devenu orphelin, se fait accueillir par un dentiste itinérant dans son gros chariot, et devient son collaborateur.

## Fiche technique
- Titre français : Attaque à Rivière-Rouge[1]
- Titre original espagnol : Río Maldito
- Titre italien : 7 pistole per El Gringo
- Réalisation : Juan Xiol
- Scénario : Peter Kenn, Roberto Bianchi Montero, Ignacio F. Iquino
- Genre : western spaghetti
- Production : Cinematografica Associati, I.F.I. España S.A.
- Distribution en Italie : Filmar
- Photographie : Julio Pérez de Rozas
- Musique : Enrique Escobar
- Pays de production :  Espagne /  Italie
- Langue originale : espagnol
- Format : Couleurs - 2,35 : 1
- Durée : 85 min
- Dates de sortie :
  - Italie : 6 août 1966
  - Espagne : 11 novembre 1966 (Madrid)
  - France : 13 novembre 1968

## Distribution
- Gérard Landry : Docteur Clapper
- Dan Harrison : Dan
- Fernando Rubio : Joe
- Marta May : Lily
- Albert Farley : Torrence
- Patricia Loran : Betsy
- Teresa Giro
- Alberto Llosa Gadea : Bliss
- Gustavo Re : Nat
- Víctor Vilanova